# Chelete Monereo
Chelete Monereo (Madrid) es una pintora, escenógrafa y escritora española. Pertenece al movimiento sociocultural de Murcia, conocido como la movida murciana, en la década de 1980, y su obra está enmarcada dentro del arte conceptual cercana a la abstracción en algunos momentos de su carrera.

## Trayectoria
Monereo se formó en la Real Academia de Bellas Artes de San Fernando. En 1980, formó parte, con su obra La reja en Contraparada, en la exposición «15 + 1» organizada por el Ayuntamiento de Murcia en la que su marido, el arquitecto Vicente Martínez Gadea, también estuvo presente. Al año siguiente, en 1981, consiguió una beca de artes plásticas del Ministerio de Cultura.
En los años 90, Monereo empezó a confeccionar escenografías en obras de teatro dirigidas por el dramaturgo César Oliva. En 1992, sus obras formaron parte del Pabellón de Murcia de la Exposición Universal de Sevilla, diseñado por Vicente Martínez Gadea.
En 2008, realizó una exposición en el Museo de Bellas Artes de Murcia (MUBAM), titulada Entretelas, y otra en el Ateneo de Madrid a la que llamó Poema numérico, y donde se mostraban diez trípticos acompañados de una decena de poemas.

## Estilo
Su obra artística es ecléctica, mezclando diferentes estilos y técnicas, partiendo del realismo alcanza una contemporaneidad onírica, con referencias al mundo que nos rodea y a lo personal y familiar. Emplea técnicas mixtas: acuarela, óleo, barniz, collage, impresión industrial y composición fotográfica digital, a lo que suma la utilización de materiales como hilo de plata, telas de seda, mica, flores desecadas, pan de oro y espejos, lo que proporciona mayor volumen y textura.
Dentro de su labor como escenógrafa, destacan las que realizó para Don Gil de las calzas verdes y La venta del ahorcado, dirigidas por César Oliva; En la ardiente oscuridad, dirigida por Ricard Salvat; Noches de amor efímero y Lisístrata, con Teatro de Papel;  Paso a paso, Variopinto y Tamuz, con Ballet del Alba; Andrés, con la Compañía Ferroviaria, de Paco Maciá; La Parranda y Caligula, dirigidas por Luís Balaguer; y La discreta enamorada y Mucho ruido y pocas nueces, dirigidas por Alfredo Zamora.

## Reconocimientos
El Museo de Bellas Artes de Murcia (MUBAM) organizó en 2023 la exposición Restrospectiva/Instrospectiva, con 65 de sus obras correspondientes al periodo 1975-2016, para homenajear su trayectoria artística.

## Obra
- 2008 – Poema numérico. Ayuntamiento de Murcia. Concejalía de Cultura, Festejos y Turismo. ISBN 978-84-15369-08-0.
- 2018 – El tiempo constante y los días sucesivos. Raspabook. ISBN 978-8494758034.[10]